# 発火錐
発火錐（はっかきり、英: fire-drill）は、回転摩擦によって火を起こす道具。発火法の一種である。

## 種類
発火錐は火きり板の上で火きり杵を回転させるもので、火きり杵を動かす方法で4種に分けられる。

### 揉錐
揉錐（もみぎり）は、最も単純かつ最古の方法で、火きり杵を直接手のひらで回転させる方法である。

### 紐錐
紐錐（ひもぎり、cord drill）は、火きり杵に紐をかけて回転させる方法である。

### 弓錐
弓錐（ゆみぎり、bow drill）は、火きり杵を弓で回転させる方法である。日本列島より北方の地域では弓錐が広く用いられた。

### 舞錐
舞錐（まいぎり、pump drill）は、はずみ車または両端に紐をつけた横棒で回転させる方法である。
日本では揉錐と舞錐が主に用いられた。登呂遺跡からは発火具が出土しているが揉錐か舞錐かは議論が行われている。
インドネシアでは舞錐が盛んに用いられた（ボルネオ島、マドゥラ島、スンバ島、ロティ島など）。